# Cathédrale de Garðar
Cette  cathédrale n’est pas la seule cathédrale Saint-Nicolas.

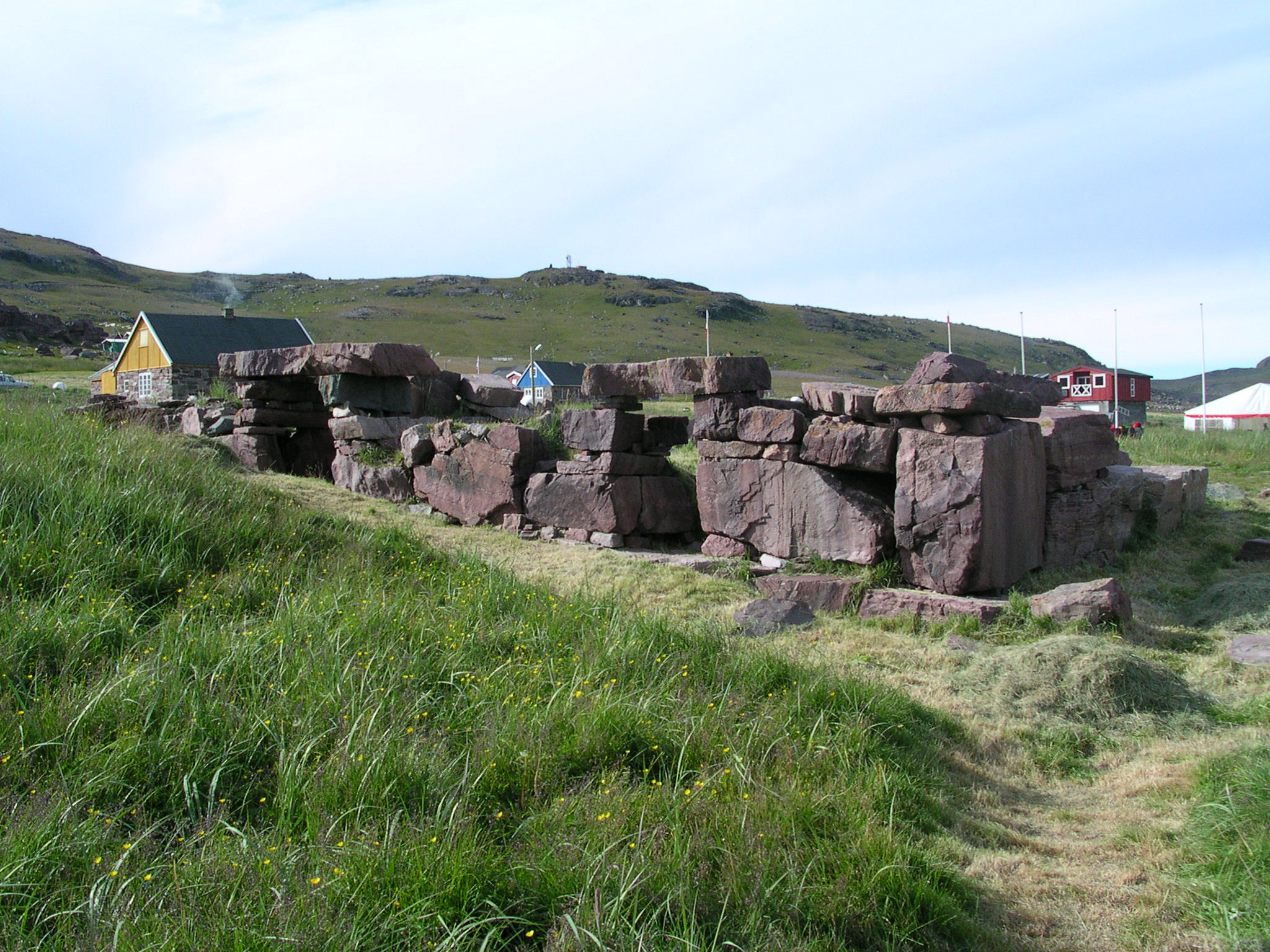
Ruines de la cathédrale de Garðar.

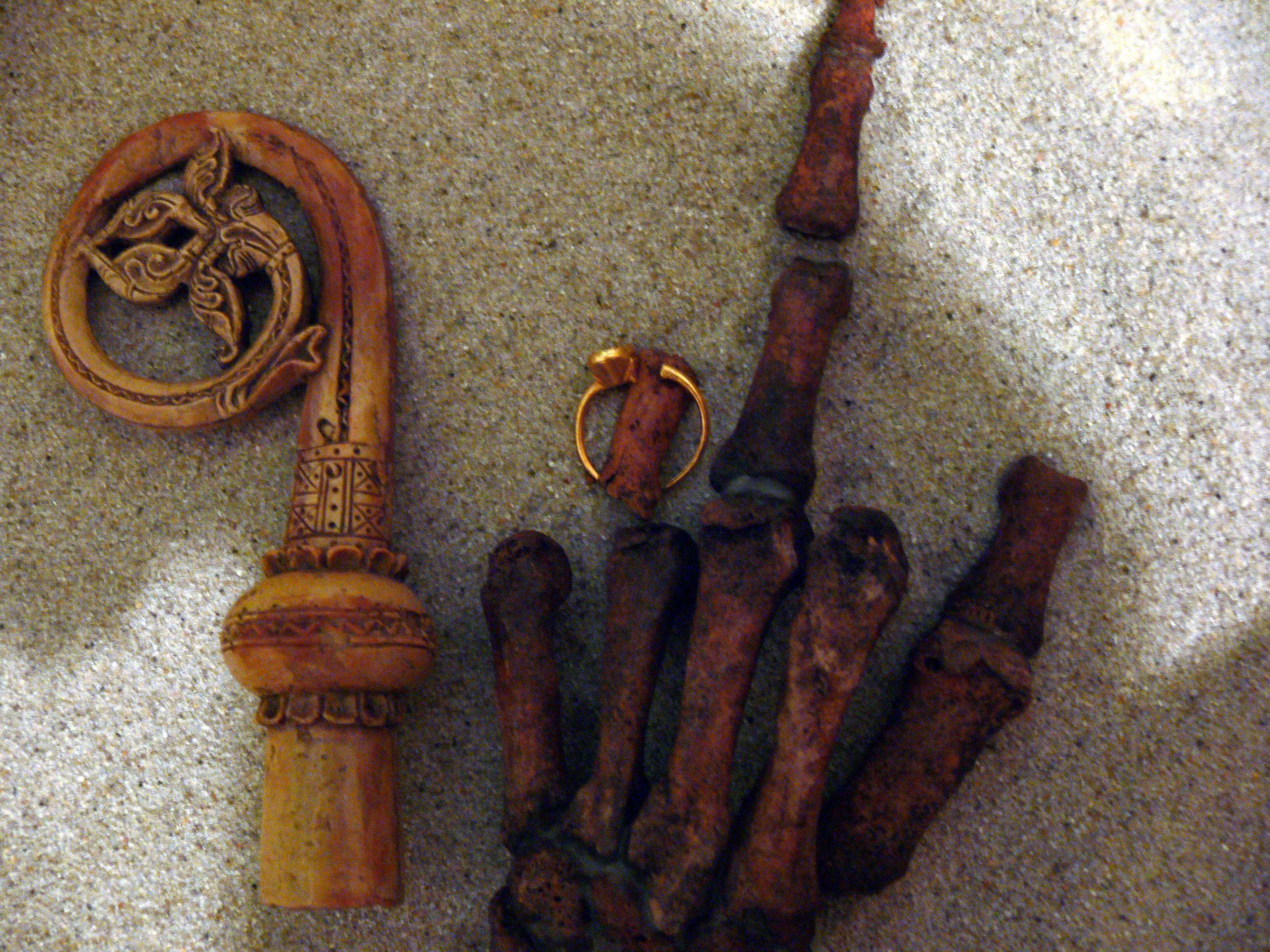
Crosse et anneau d'évêque de Garðar.

La cathédrale Saint-Nicolas de Garðar (ou Gardhar, ville à laquelle elle se rattachait) est une cathédrale en ruines située à Igaliku au Groenland, pays constitutif du Danemark.

## Histoire
Elle a été fondée en 1126 et était entourée de champs de blé fertiles. Elle est construite sur l'emplacement d'une plus vieille église, et était au centre du premier district danois au Groenland, Eystribyggð. Le bois des meubles de la cathédrale est importé de Norvège.
La cathedrale est citée par le clerc du diocèse de Nidaros Ivar Bardasson au XVIe siècle qui fournit une description précise. Des fragments de cloche ont été retrouvés dans la cathédrale.
En 1347, le roi Magnus fait une donation de 100 marks pour habiller la cathédrale. Celle-ci est alors le centre qui délivre les droits de pêche et de chasse dans la région, et gère les eaux chaudes de la région conidérées comme ayant des vertus thérapeutiques.
Des fouilles menées en 1926 ont permis d'y découvrir une crosse et un anneau attribué à l'évêque Jón Árnason. Les fouilles de 1926 ont aussi permis de découvrir que la cathédrale a été fondée sur un ancien site de culte païen.
En 2017, le conseil international des monuments et des sites inscrit le Kujataa, y compris la cathédrale, au patrimoine mondial.

## Description
La cathédrale de Garðar mesure trente-deux mètres sur seize.